# Stipa dregeana
Stipa dregeana är en gräsart som beskrevs av Ernst Gottlieb von Steudel. Stipa dregeana ingår i släktet fjädergrässläktet, och familjen gräs. Inga underarter finns listade i Catalogue of Life.